# Un jour de chance (film)
Pour les articles homonymes, voir Un jour de chance.
Pour plus de détails, voir Fiche technique et Distribution.
Un jour de chance (La chispa de la vida, L'Étincelle de la vie) est un film espagnol réalisé par Álex de la Iglesia et sorti en 2011.

## Synopsis
Roberto, agent publicitaire au chômage depuis deux ans, vient de passer un entretien d'embauche encore une fois sans le moindre succès. Déprimé, énervé et se sentant humilié, il décide de ne pas rentrer chez lui. La nostalgie et l'approche de la date d'anniversaire de son mariage avec sa ravissante femme, Luisa, l'incitent à retrouver l'hôtel où ils ont passé leur lune de miel. Arrivé sur les lieux, il découvre que l'hôtel n'existe plus et que l'endroit est devenu un important site de fouilles archéologiques. Pendant la présentation du site à la presse et au public, Roberto se perd et, surpris par un agent de sécurité, panique et tente de fuir. Malheureusement pour lui, il tombe et se retrouve immobilisé sur place.

## Fiche technique
- Titre du film : Un jour de chance
- Titre original : La chispa de la vida
- Réalisation : Álex de la Iglesia
- Scénario : Randy Feldman, A. de la Iglesia (non crédité)
- Photographie : Kiko de la Rica - Couleurs, 2,35 : 1
- Musique originale : Joan Valent
- Montage : Pablo Blanco
- Production : Andrés Vicente Gómez, Xino Pérez pour Alfresco Enterprises, Cofinova 8
- Pays de production :  Espagne
- Date de sortie : 
  - Espagne : 30 novembre 2011 à Bilbao
  - France : 12 décembre 2012

## Distribution
- José Mota : Roberto
- Salma Hayek (V. F. : Ethel Houbiers) : Luisa
- Blanca Portillo : Mercedes
- Juan Luis Galiardo : le maire
- Fernando Tejero (en) : Johnny
- Manuel Tallafé : Claudio
- Santiago Segura : David Solar
- Antonio Garrido : Docteur Velasco
- Carolina Bang (en) : Pilar Alvárez
- Joaquín Clement : Javier Gándara